# Smârdioasa
Smârdioasa est une commune du județ de Teleorman en Roumanie.